# Koriolan

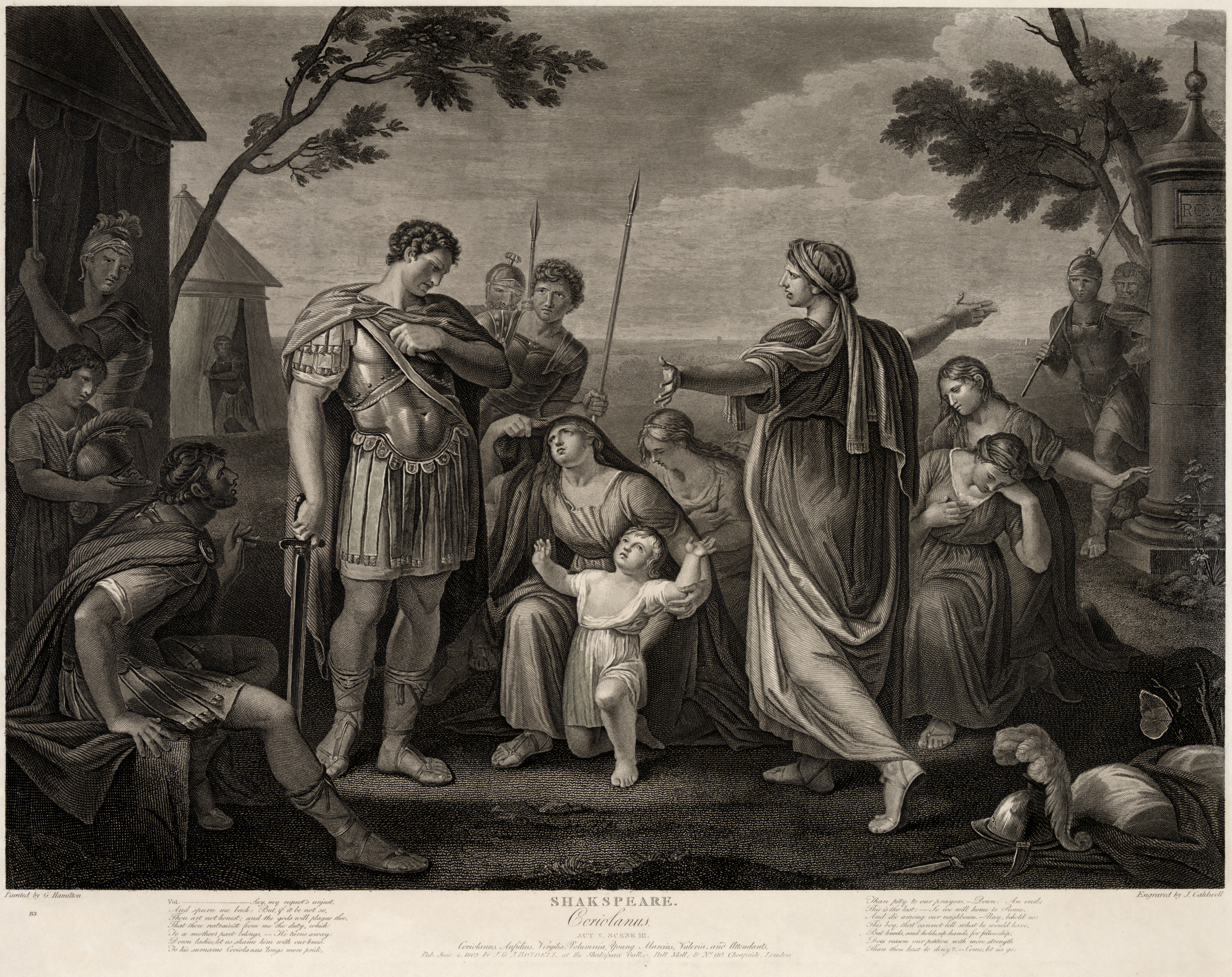
Coriolanus

Koriolan (ang. Coriolanus) – tragedia autorstwa Williama Shakespeare’a, datowana na 1607 rok. Sztuka ta jest oparta na Życiu Koriolana, fragmencie Żywotów równoległych Plutarcha, a także na Ab Urbe condita Liwiusza. Bohaterem tragicznym jest rzymski żołnierz, Gnejusz Marcjusz Koriolan.

## Spektakl i publikacja
Pierwsza publikacja miała miejsce w Pierwszym Folio (First Folio, 1623).
Podobnie jak inne trudne sztuki Szekspira, takie jak Wszystko dobre, co się dobrze kończy, nie ma żadnych dowodów na to, że Koriolan był wystawiany przed 1660 rokiem. Pierwsza znana inscenizacja miała miejsce w 1682 roku, w reżyserii Nahuma Tate’a. Zasłynęła tym, że była bardzo krwawa. Kolejne, w 1719 i w 1754 roku szybko schodziły z afisza.

## Fabuła
Akcja ma miejsce w Rzymie, krótko po wygnaniu Tarkwiniuszy. Ze względu na odebranie obywatelom zapasów zboża, mają miejsce zamieszki. Buntownicy są wściekli na Gnejusza Marcjusza, wybitnego generała, którego obwiniają za ten stan rzeczy. Spotykają patrycjusza, Agryppę, a także samego Koriolana. Agryppa próbuje uspokoić tłum, podczas gdy tytułowy bohater zachowuje się arogancko, stwierdza, że lud nie zasługuje na pożywienie, gdyż nie przedstawia żadnej wartości bojowej. Dwójka rzymskich trybunów, Brutus i Sycyniusz, potępia jego zachowanie. On sam opuszcza Rzym, kiedy dowiaduje się, że do bitwy szykują się Wolskowie.
Dowódca armii Wolsków, Aufidiusz, wielokrotnie walczył przeciwko Koriolanowi i uważa go za swojego największego wroga. Rzymska armia dowodzona jest przez Komoniusza, Gnejusz Marcjusz jest jego zastępcą. Kiedy Komoniusz prowadzi armię na spotkanie wojsk Aufidiusza, bohater udaje się na podbój miasta Corioles. Początkowe szturmy są nieskuteczne, ale po pewnym czasie udaje się otworzyć bramy, co skutkuje zdobyciem miasta. Mimo wycieńczenia, wojska Koroliana maszerują, aby dołączyć do reszty Rzymian. Marcjusz i Aufidiusz spotykają się bezpośrednio w boju, jednak ich walka kończy się, gdy ludzie wolskiego dowódcy wyciągają go z pola bitwy.
W zamian za ogromną odwagę, Marcjusz otrzymuje zaszczytne nazwisko Koriolan. Po powrocie do Rzymu, matka Koriolana zachęca go do ubiegania się o tytuł konsula. Ten początkowo się opiera, w końcu ulega naleganiom matki Wolumnii. Łatwo zdobywa wsparcie Senatu i wszystko wskazuje na to, że bez trudu otrzyma także poparcie ludu. Brutus i Sycyniusz chcą zniweczyć jego plany i wszcząć kolejny bunt, tym razem przeciwko jego osobie. Kiedy dowiaduje się o tym Marcjusz, wpada w gniew i narzeka na duże wpływy ludu. Stwierdza, że dopuszczenie plebsu do władzy nad patrycjuszami, jest jak „dopuszczenie do dziobania orłów przez wrony”. Trybuni potępiają go, uznają go za zdrajcę i skazują na banicję.
Po wygnaniu, Koriolan udaje się do Aufidiusza i oferuje, że pomoże zdobyć Wolskom Rzym. Aufidiusz zostaje zwolennikiem tego planu i pozwala mu poprowadzić swoje wojska na nową wyprawę przeciwko miastu.
Rzym, w panice, próbuje namówić Koriolana do zatrzymania swojej wyprawy, zorganizowanej dla zemsty, ale obaj posłowie wysłani do niego zawodzą. W końcu, miasto wysyła na negocjacje Wolumnię, razem z jego żoną, synem i inną damą. Udaje im się przekonać go, żeby wycofał swoje wojsko, a także by podpisał traktat pokojowy z Rzymem. Gdy Koriolan wraca do stolicy Wolsków, mordercy, pracujący na zlecenie Aufidiusza, zabijają go za jego zdradę.

## Ważniejsze postacie
- Kajus Marcjusz[1] − rzymski generał, później nazwany Koriolanem
- Tytus Larcjusz − rzymski generał
- Kominiusz − rzymski generał
- Meneniusz Agryppa − patrycjusz, przyjaciel Koriolana
- Sycyniusz Welutus, Juniusz Brutus − trybunowie ludu
- Młody Marcjusz − syn Koriolana
- Tullus Aufidiusz − dowódca Wolsków
- Wolumnia − matka Koriolana
- Wirgilia − żona Koriolana
- Waleria − przyjaciółka Wirgilii

## Podsumowanie
Koriolan jest prawdopodobnie najbardziej nieprzeniknionym tragicznym bohaterem, stworzonym przez Szekspira, rzadko wyjawiającym motywy swojej izolacji od rzymskiego społeczeństwa. Zachowuje się bardziej jak Achilles niż jak Król Lear czy Hamlet. Czytelnicy często uważają go za niesympatyczną postać, chociaż jego ciężka do wytrzymania duma jest czasem równoważona jego niechęcią do bycia wielbionym, a także oporami przed wykorzystaniem swoich sukcesów do celów politycznych.
W utworze tym polityka ma niebagatelne znaczenie. Pokazuje różnice pomiędzy rządami ludu, a autokratycznymi skłonnościami Marcjusza.
Podobnie jak w Hamlecie, w Koriolanie ukazana jest relacja między synem a matką, jednak tutaj sytuacja jest dużo mniej napięta, niż pomiędzy Gertrudą a duńskim księciem.
Sztuka ta jest pozbawiona elementów komicznych, których zazwyczaj używał Szekspir dla urozmaicenia swoich tragedii.
W 2011 roku sztuka została zekranizowana przez Ralpha Fiennesa w oryginalnej konwencji – obrazowi osadzonemu we współczesnej scenerii, nawiązującej do wojen bałkańskich, towarzyszy oryginalny tekst.